# San Ildefonso Sola
San Ildefonso Sola är en kommun i Mexiko.   Den ligger i delstaten Oaxaca, i den sydöstra delen av landet, 400 km sydost om huvudstaden Mexico City.
Följande samhällen finns i San Ildefonso Sola:
- Barrio Zaniza